# Megahierba

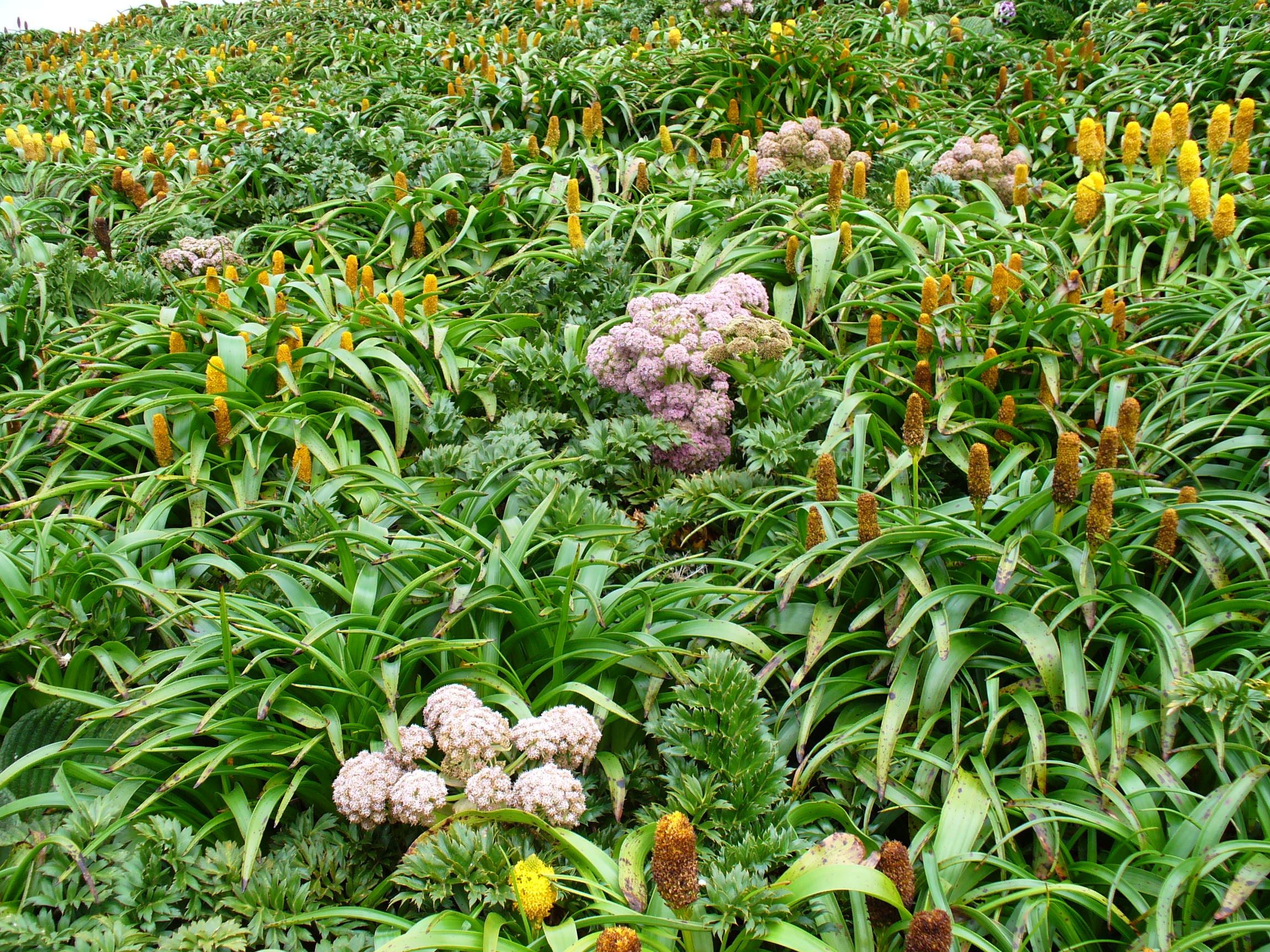
Comunidad de megahierbas en la isla Campbell, una de las islas subantárticas de Nueva Zelanda. La de flores amarillas es Bulbinella rossii, el lirio rosa; la de flores rosas, Anisotome latifolia

Las megahierbas son un grupo de plantas herbáceas perennes de la flora silvestre nativas de las islas subantárticas de Nueva Zelanda. Se caracterizan por su gran tamaño, con enormes hojas, y muy grandes y con frecuencia inusualmente coloridas flores, que se han ido seleccionado naturalmente en adaptación a las condiciones de tiempo severo de las islas. 
El ganado introducido en el siglo XIX redujo severamente la población de megahierbas, hasta tal punto que para fines del siglo XX estaban amenazadas de extinción. Con la remoción del ganado a partir de 1993, éstas se han regenerado de manera dramáticamente exitosa.

## Distribución e historia

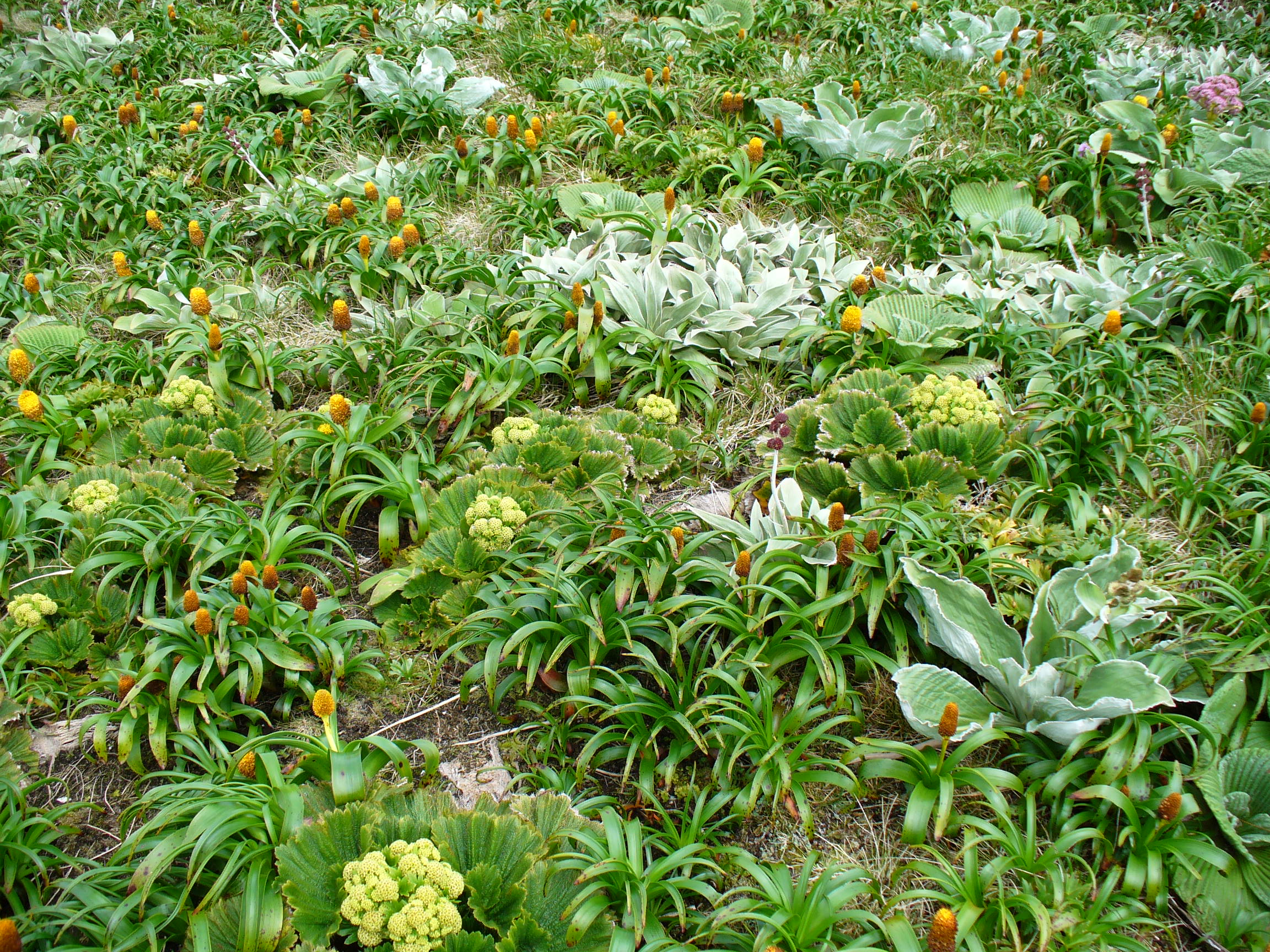
Comunidad de megahierbas en la isla Campbell. Las flores amarillas son Bulbinella rossii, y las blancuzcas cremosas Stilbocarpa polaris. También se ven dos especies de Pleurophyllum

Las megahierbas se encuentran en muchas islas subantárticas de Nueva Zelanda, predominantemente en el grupo de las Snares, las Islas Auckland y el grupo de islas Campbell. Aquí esas extraordinarias plantas evolucionaron en respuesta a las condiciones climáticas y de suelo y a la falta de predadores herbívoros en las islas. El tiempo es largamente húmedo, frío y extremadamente ventoso; suelo turboso, ácido y empobrecido. La continua nubosidad significa bajos niveles de radiación solar.

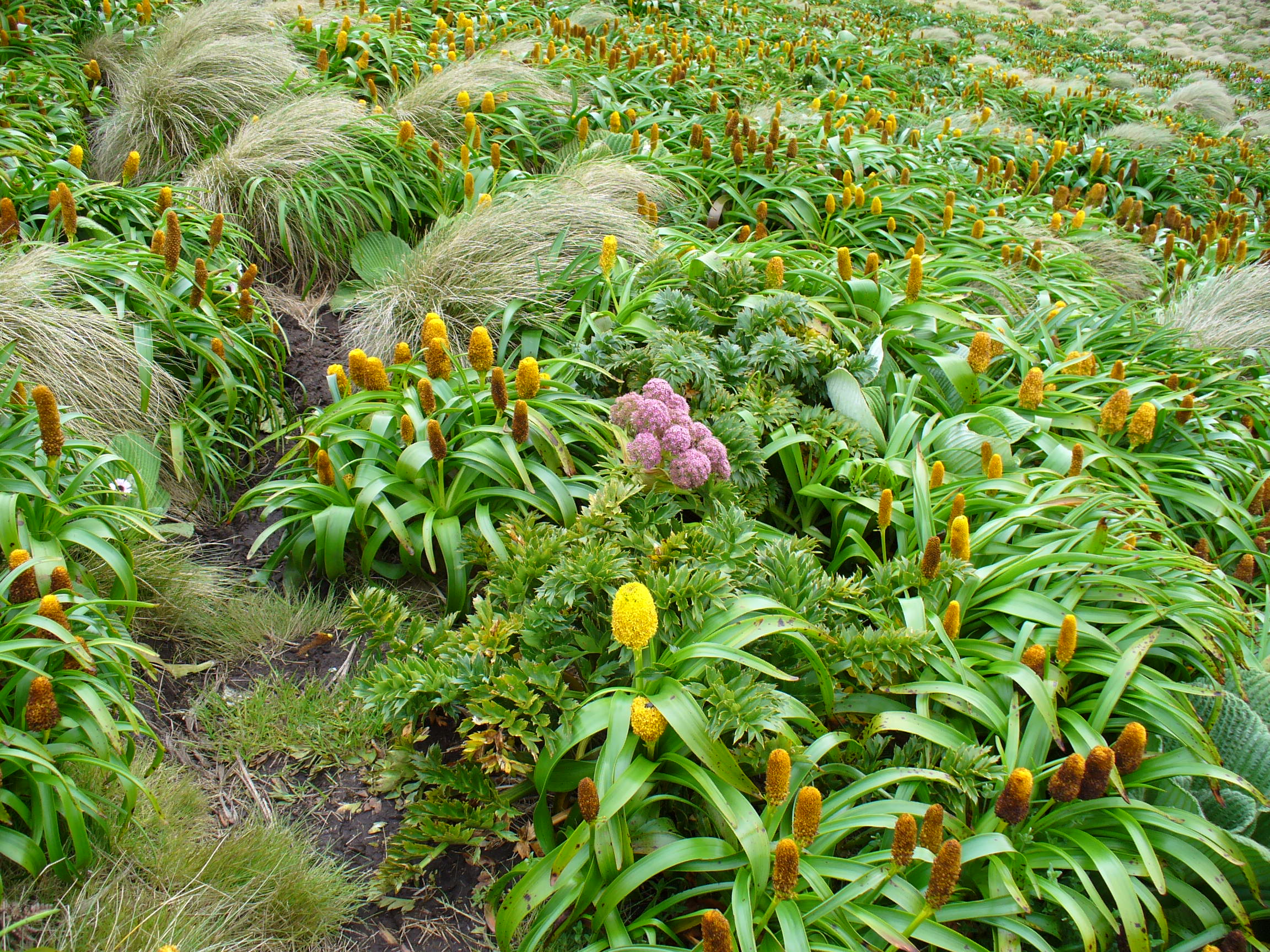
Comunidad de megahierbas en la isla Campbell. Las flores amarillas son Bulbinella rossii; las flores rosas Anisotome latifolia. Las anchísimas hojas de una Pleurophyllum o híbrido se haces visibles en la der. abajo de la imagen.

James Clark Ross usa por primera vez el término "megahierba" durante la expedición antártica de 1839-1843. Joseph Dalton Hooker, el botánico de la expedición, narra que dichas megahierbas producen «un despliegue floral como si se estuviera en los trópicos». Aunque pequeñas comparadas con las especies de los trópicos, las megahierbas son notables debido a su tamaño más grande que otras herbáceas perennes de las islas subantárticas: generalmente el tiempo severísimo y las condiciones de suelo les ejercen un efecto atrofiante en las plantas.

## Especiesde megahierbas
Muchas megahierbas subantárticas florecen en masa en un ciclo de aproximadamente tres años; en los años en "off" unas pocas plantas florecerán, pero sin el efecto creado por la floración masiva. Por ej. un visitante en diciembre de 1996 (Derek Fell) describe un campo de megahierbas en la isla Campbell: "No lo podíamos creer ¡Una alfombra estupenda de flores apretadas hasta el horizonte!"

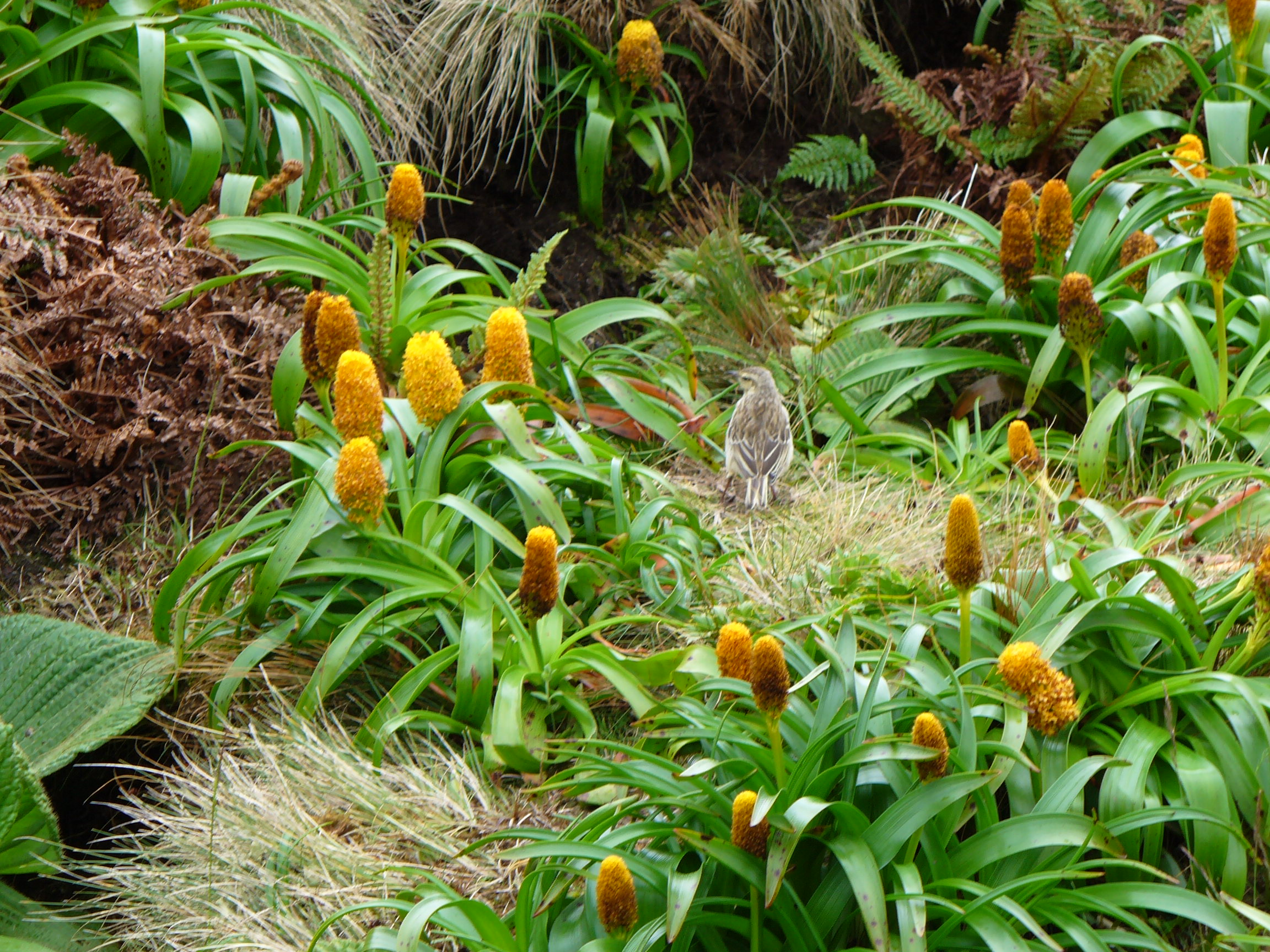
Las flores amarillas: Bulbinella rossii. El ave es un pipit australasiático.

Un componente importante de las comunidades de megahierbas es Bulbinella rossii (lirio rosa), con hojas suculentas, alcanzando 6 dm. Tiene espigas florales amarillas hasta 9 dm de altura. Está muy emparentada con Bulbinella hookeri (lirio maori) de Nueva Zelanda, y de Bulbinella floribunda (cola de gato amarilla) de Sudáfrica.
Anisotome latifolia (zanahoria de la isla Campbell) abre flores rosas en apretados racimos, alcanzando 8 dm y tallos de 15 dm

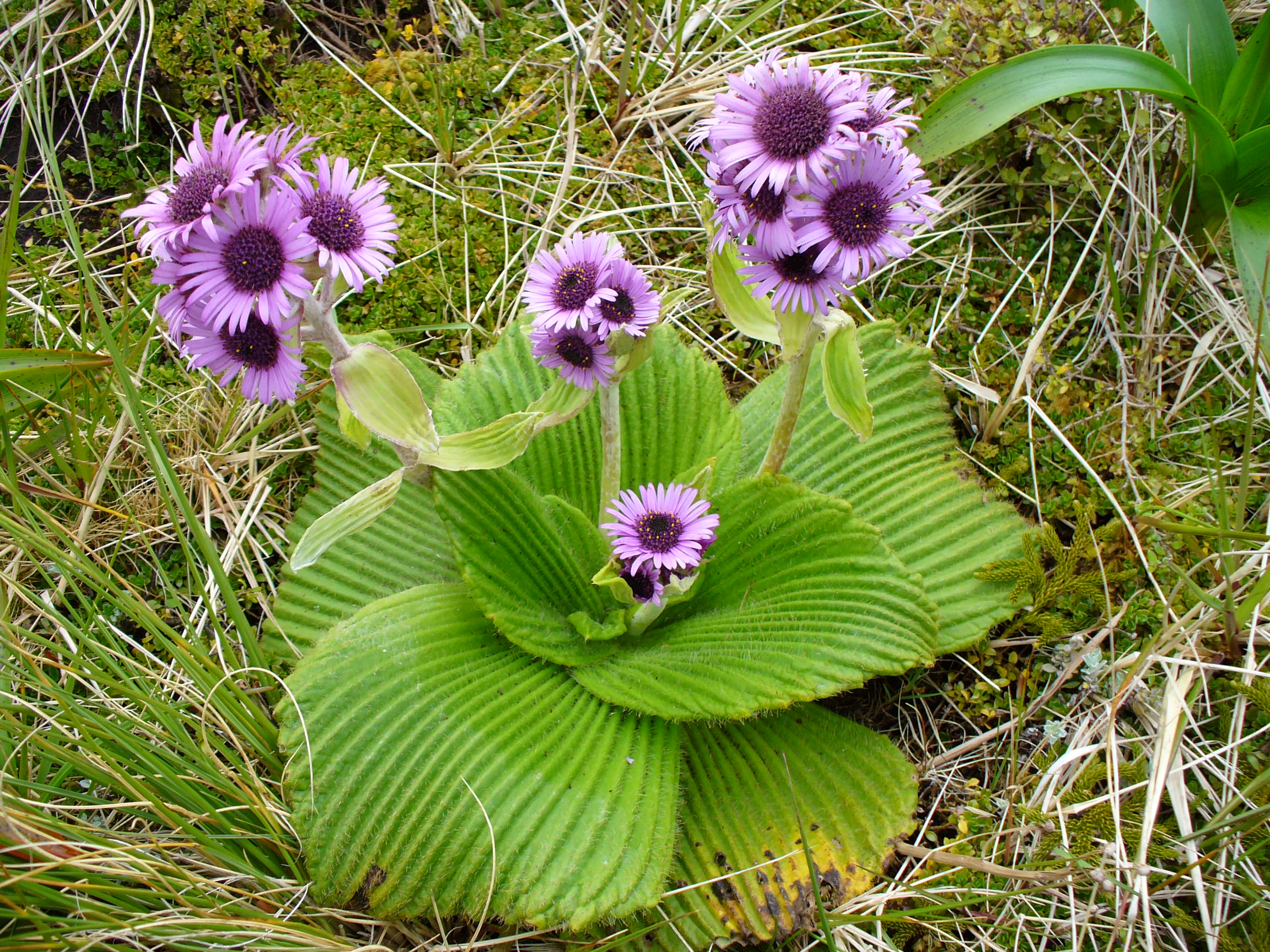
Dalia de la isla Campbell: Pleurophyllum speciosum

La Pleurophyllum speciosum (dalia de la isla Campbell) es una extraordinaria planta, y aparece muy relacionada con las dalias Cineraria de África e islas Canarias. Forma enormes rosetas, de 12 dm de diámetro, de grandes hojas; y flores rosa purpúreas a pálidas liláceas con centro pardo, y varas florales de 6 dm de altura. 

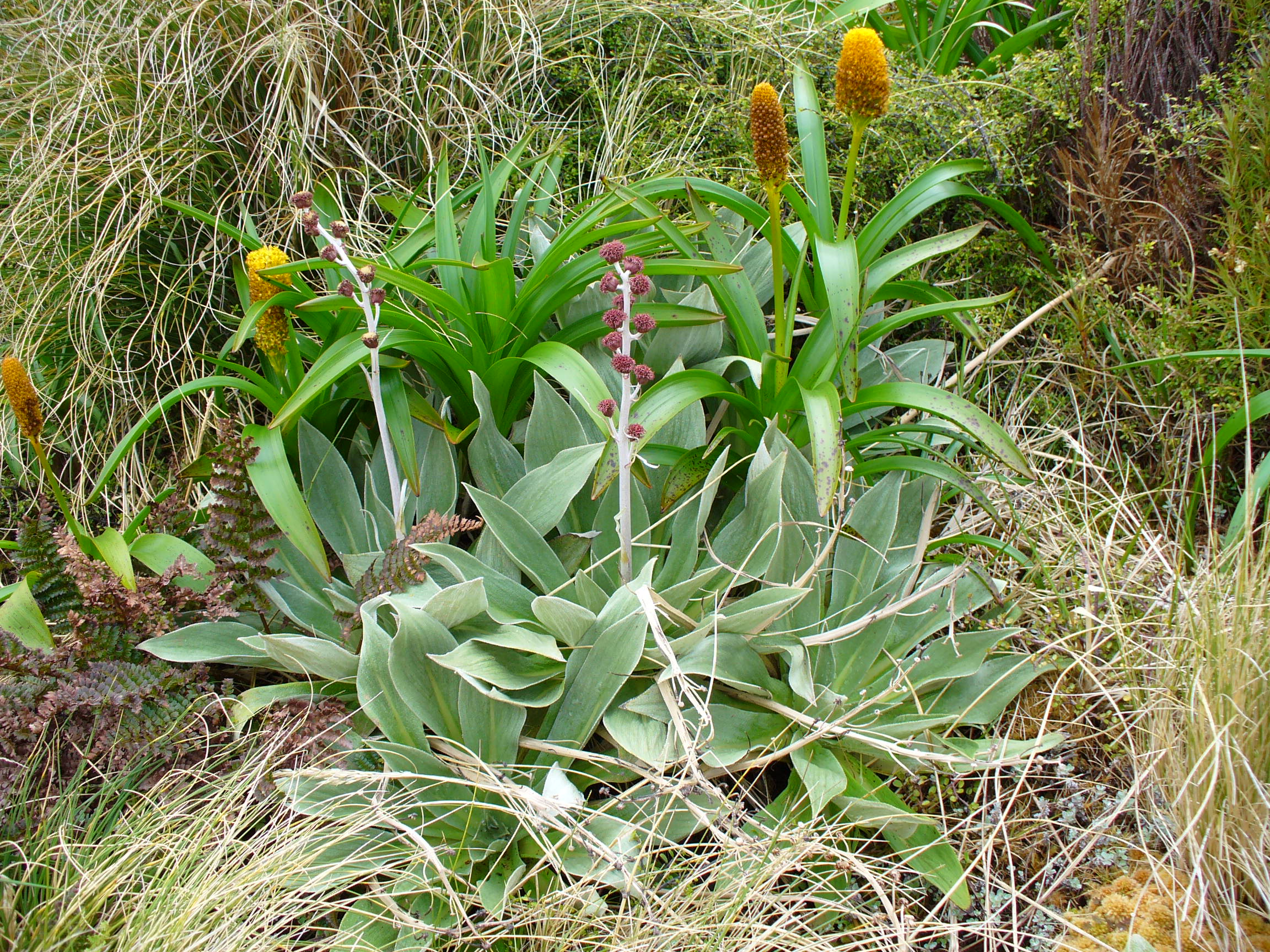
Pleurophyllum hookeri, con la florecida en amarillo Bulbinella rossii al fondo.

Dos otras especies Pleurophyllum, Pleurophyllum hookeri y Pleurophyllum criniferum (dalias gigantes) son también megahierbas, alcanzando 9 dm en altura y con similares hojas anchas. Las flores de P. hookeri son carmesí, mientras las de P. criniferum son casi negras. 

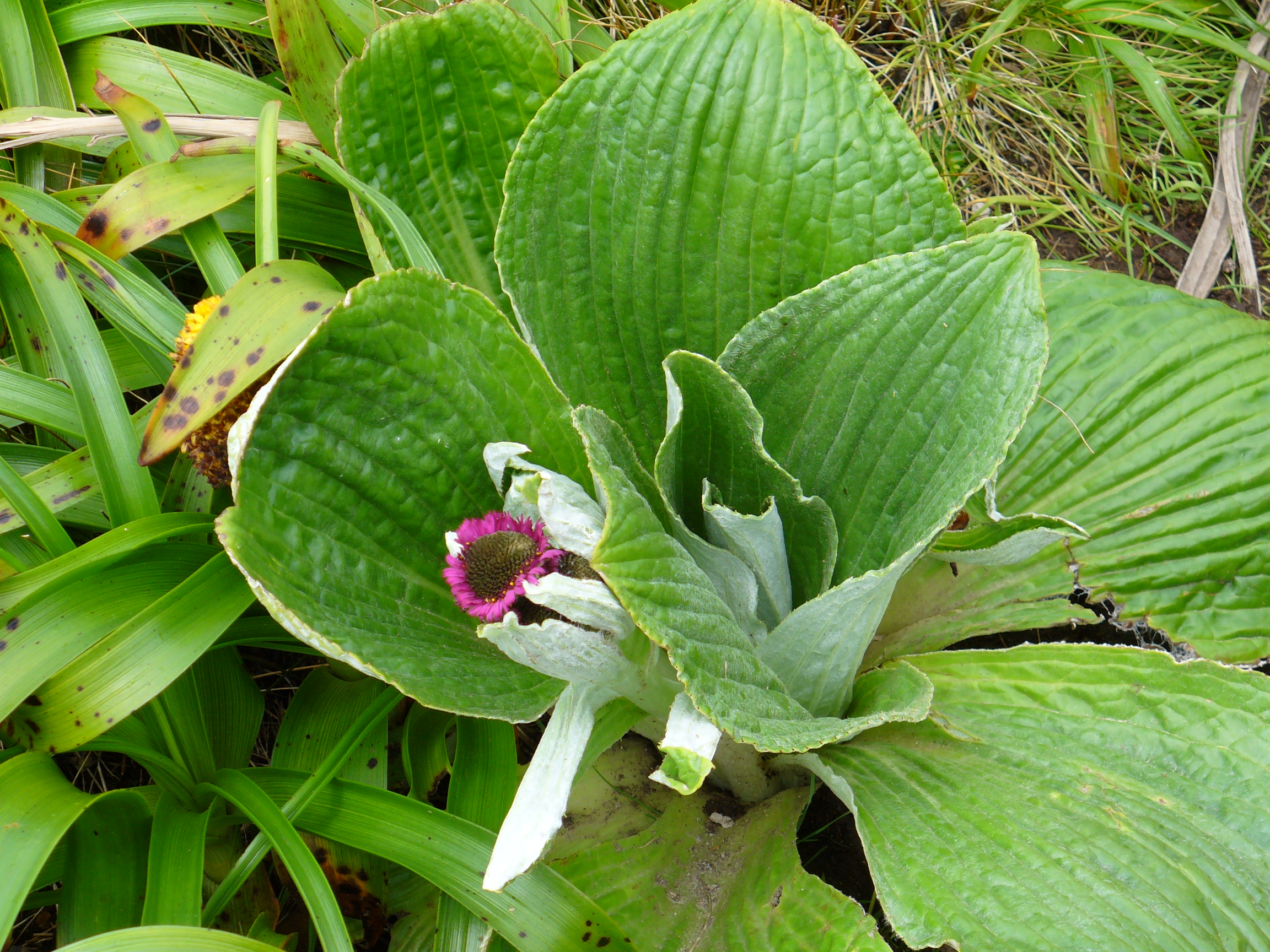
Planta híbrida Pleurophyllum, entre Pleurophyllum hookeri y Pleurophyllum speciosum

Se registran hibridaciones naturales entre esas especies.
La dalia de ojos negros Damnamenia vernicosa tiene flores blancas de 5 cm de ancho, y la planta crece solo 1 dm de altura.

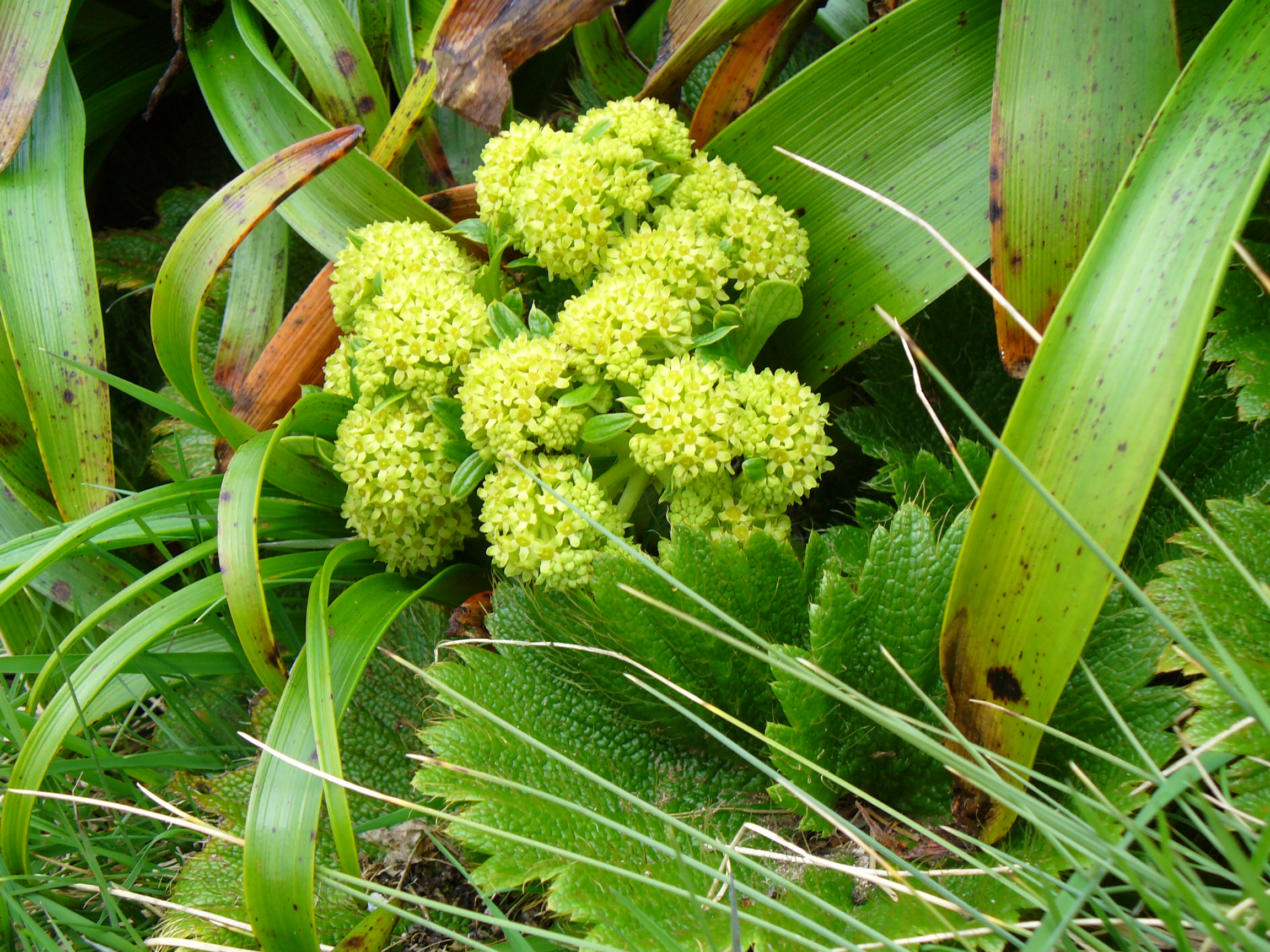
Flores y hojas de Stilbocarpa polaris. Las hojas acinturonadas son de Bulbinella rossii

Stilbocarpa polaris es un miembro de la familia Aralia. Crece en matas de 9 dm de altura con hojas aflautadas, parecidas al ruibarbo, y flores verdosas en grupos de 6 dm de ancho.

## Plantas acompañantes en comunidades de megahierbas

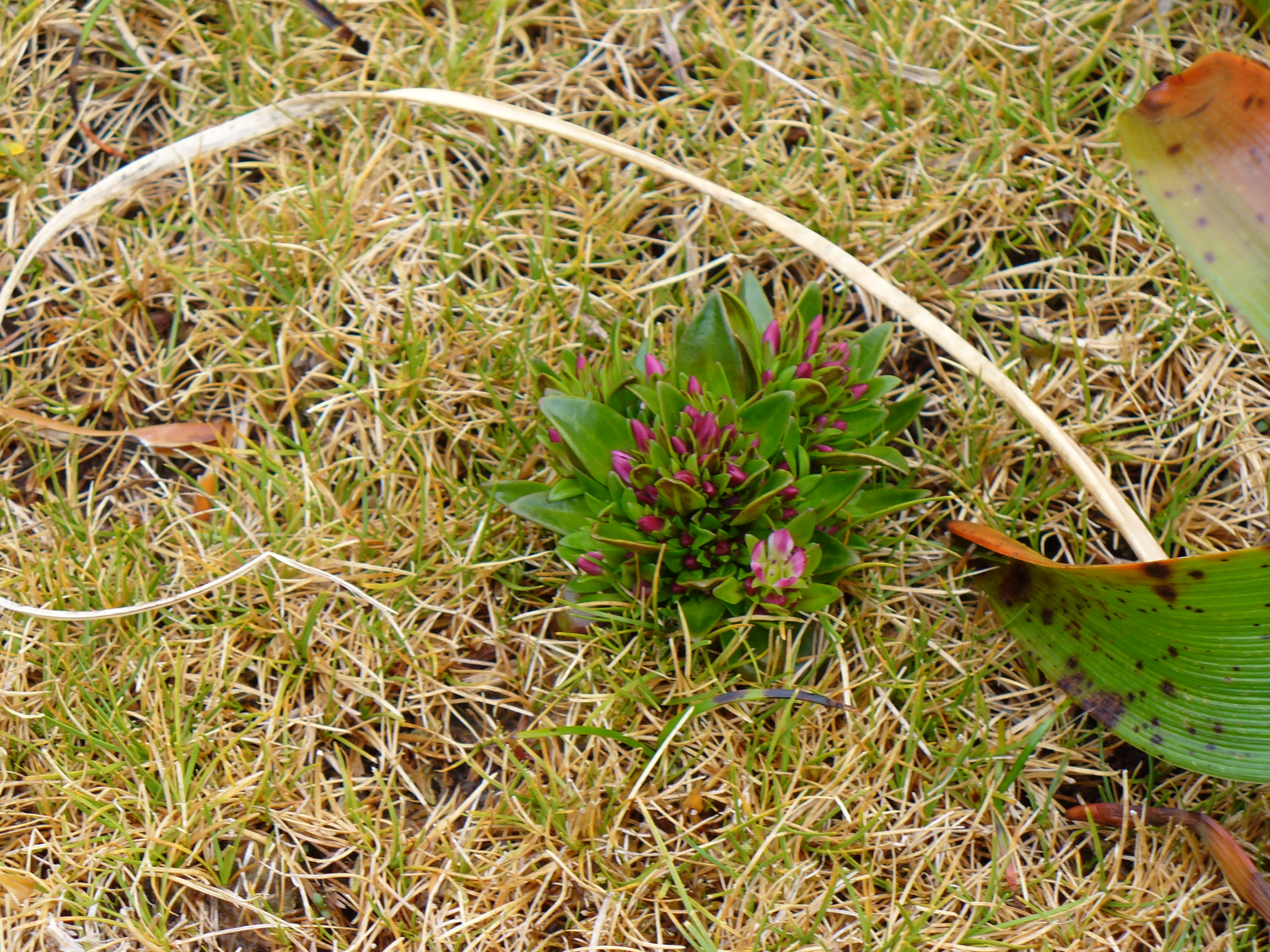
Gentianella antarctica

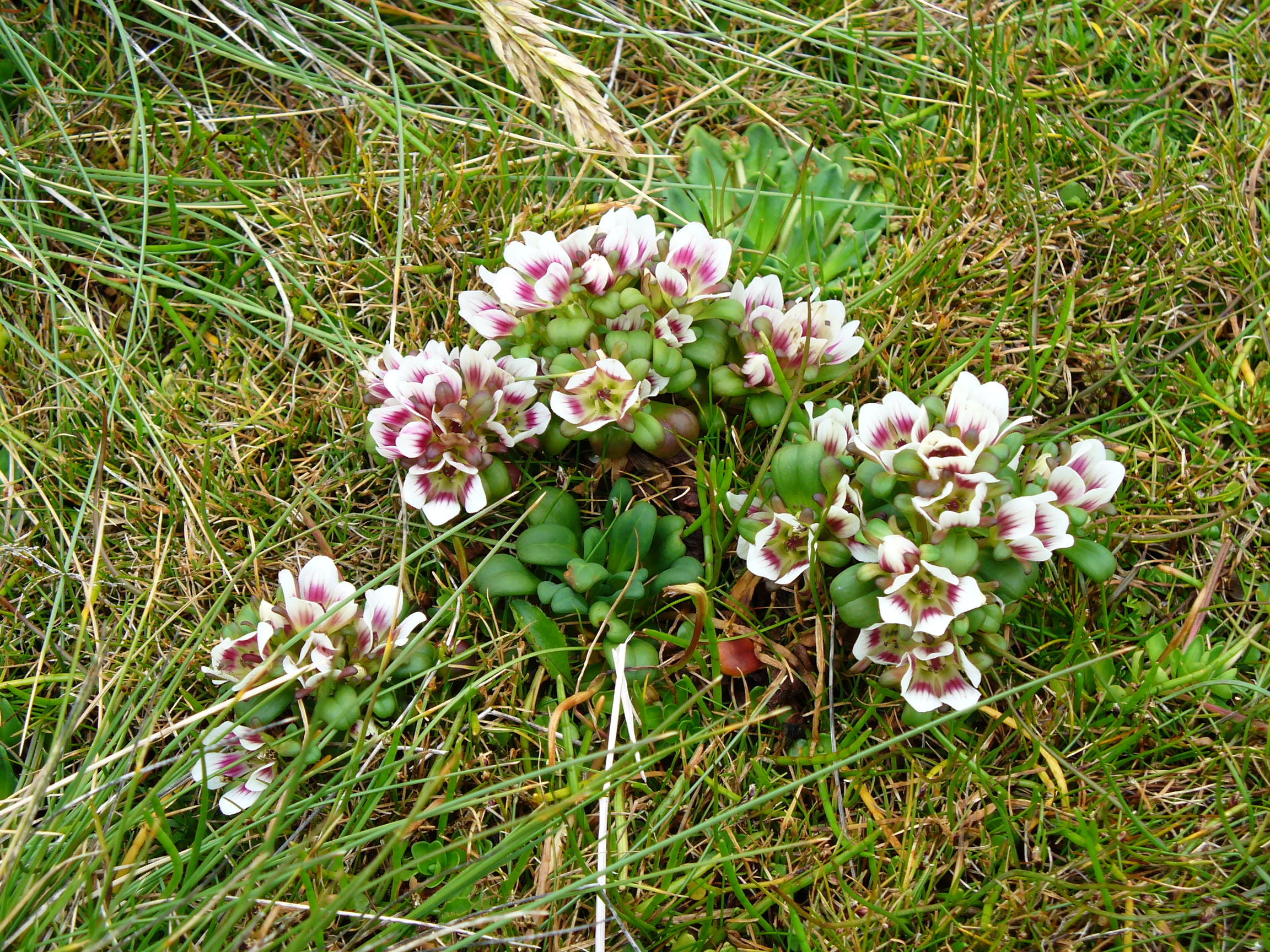
Gentianella concinna

Las megahierbas crecen junto a otras plantas, como hebes, dalias, gentiana: Gentianella cerina (gentiana gigante), con altura de 15 cm y flores de 2,5 cm, variando de colores blanco, rosa pálido, rojo y púrpura; Gentianella antarctica, Gentianella concinna, ambas con flores rosa rojas.

## Amenaza a las megahierbas
Las islas subantárticas neozelandesas están deshabitadas (salvo personal científico de la estación meteorológica en la islas Campbell). En el siglo XIX, se introduce para buscar alimento al ganado, y conejos, cerdos, ovejas, cabras y vacunos. 
Las poblaciones ganaderas se fueron incrementando hasta sobrepastorear las megahierbas. Y se tomó una acción drástica, en 1987 por el Dto. de Conservación Neozelandesa para remover todas las especies introducidas, y en 1993 se completó la tarea. La velocidad y extensión de la regeneración en 1996, apenas tres años después, asombra a los botánicos visitantes.
Colectar las megahierbas está prohibido. Debe notarse que los especímenes legalmente recolectados y creciendo en los jardines Botánicos de Invercargill en la isla sur de Nueva Zelanda parecen enfermos y decaídos comparados con las poblaciones silvestres. Evidentemente prosperan en el muy específico set meteorológico y de condiciones edáficas de las islas subantárticas, y fallan al encontrarse en condiciones más benignas.